# Laurel und Hardy: Die Stierkämpfer
Die Stierkämpfer, auch Dick und Doof als Stierkämpfer sowie Stierkämpfer wider Willen, (Originaltitel: The Bullfighters) ist ein amerikanischer Spielfilm und eine Verwechslungskomödie von 20th Century Fox aus dem Jahre 1945 mit dem Komikerduo Laurel und Hardy – als deren vorletzter Spielfilm und letzter amerikanischer Spielfilm – mit Stan Laurel in einer Doppelrolle.

## Handlung
Oliver und Stanley reisen als Detektive nach Mexiko-Stadt, um eine Banditin dingfest zu machen. In ihrem Hotel wird gleichzeitig auch der prominente Stierkämpfer Don Sebastian aus Barcelona erwartet, der Stanley zum Verwechseln ähnlich sieht. Dessen Promotor Richard K. Muldoon ist ebenfalls anwesend. Er wurde acht Jahre zuvor in einem Gerichtsverfahren von den Zeugen Stanley und Oliver maßgeblich belastet und zu 20 Jahren Haft verurteilt. Dies wird in einer Rückblende gezeigt. Nach fünf Jahren stellte sich jedoch seine Unschuld heraus und er wurde entlassen. Nun erkennt er in einem Porträt Don Sebastians seinen Belastungszeugen wieder und schwört, diesem sowie Oliver bei einer etwaigen Begegnung lebendig die Haut abzuziehen. Die beiden erfahren davon und setzen von nun an alles daran, Muldoon nicht zu begegnen. Zuvor jedoch treffen sie auf „Gangster-Hiti“, die Gesuchte. Der Versuch, sie festzunehmen, scheitert jedoch. Unterdessen wird bekannt, dass Don Sebastian wegen Passschwierigkeiten erst später ankommen wird. Den Vorschlag des Partners von Muldoon, Hartfuß, Stanley solle ihn solange ersetzen, nimmt dieser unter dem Druck, sonst mit Muldoon konfrontiert zu werden, an. Schließlich bereitet er sich, bereits als Stierkämpfer bekleidet, in der Kabine der Arena auf seinen Auftritt vor, als Don Sebastian in der Arena eintrifft. Dieser ist es auch, der den Stierkampf bestreitet. Als Stanley ebenfalls im Innenraum der Arena erscheint, wird die Täuschung offensichtlich und der anwesende Muldoon erkennt, was gespielt wird. Zunächst können Stanley und Oliver im Tumult entkommen, kurz darauf im Hotel werden sie jedoch von Muldoon gestellt und er macht seine Drohung wahr. Die groteske Schlussszene zeigt Stanley und Oliver als Skelette mit Gesichtern und Hüten und Oliver hält Stanley vor, ihm „wieder eine schöne Suppe eingebrockt“ zu haben.

## Deutsche Fassungen
- Der Film wurde 1950 erstmals unter dem Titel Stierkämpfer wider Willen bei Kaudel Film deutsch synchronisiert. Walter Bluhm sprach Stan und Arno Paulsen lieh Ollie seine Stimme. Nachdem sie jahrelang nicht verfügbar war, wurde die Fassung 2020 von Filmjuwelen auf Blu-ray wieder veröffentlicht.[1]
- Für die ZDF-Reihe Lachen Sie mit Stan und Ollie entstand 1978 eine zweite Fassung bei der Beta-Technik mit dem Titel Stierkämpfer. Buch und Dialogregie lagen in den Händen von Wolfgang Schick. Walter Blum sprach wieder Stan und Michael Habeck übernahm Ollie. Diese Fassung ist diente auch als Grundlage für die DVD-Veröffentlichung und ist auch auf der Blu-ray von Filmjuwelen enthalten.[1]

## Sonstiges
Es war der letzte Laurel und Hardy-Film, der in den USA und für ein großes Studio gedreht wurde und ihr vorletzter insgesamt. Anschließend war das Duo nur noch in Atoll K zu sehen, einer französisch-italienischen Co-Produktion aus dem Jahr 1951.

## Kritiken
Wie viele ihrer Spätwerke nach dem Ende ihrer Zusammenarbeit mit den Hal-Roach-Studios wurde auch dieser Film von der Kritik deutlich negativer aufgenommen – so befand das Lexikon des internationalen Films: „Vorletzter Film des Komiker-Duos Laurel & Hardy, zugleich einer der schwächsten.“